# تل كوران
تل كوران وتسمّى أيضًا جيلو هي قرية تقع قرب تل تمر في محافظة الحسكة، شمال شرق سوريا. تنتمي إداريًا إلى ناحية تل تمر.
يسكن القرية آشوريون ينتمون إلى كنيسة الشرق الأشورية. في تعداد عام 2004، كان عدد سكانها 183.

## تاريخ
القرية هي جزء من البلدات الآشورية في محافظة الحسكة ضمن منطقة وادي الخابور.
في 2009 تم تدشين الكنيسة الأولى فيها باسم «كنيسة مار زيا الطوباوي» تحت رعاية مغتربي القرية وإشراف أبرشية كنيسة المشرق في سوريا.
في 2019 أعلنت قوات سوريا الديمقراطية التي ظهرت إبّان الحرب الأهلية عن تشكيل أول قوّة مسلّحة لأرمن سوريا من داخل كنيسة بالقرية تحت اسم «قوات الشهيد نوبار أوزانيان».